# Paul Weston (muzikant)

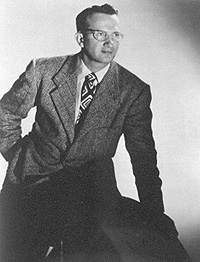
Paul Weston

Paul Weston (Springfield (Massachusetts), 12 maart 1912 - Santa Monica, 20 september 1996), geboren als Paul Wetstein, was een Amerikaanse pianist, arrangeur, componist en orkestleider in de swing en mainstream jazz en, later, lichte muziek.

## Biografie
Tijdens zijn studie economie aan Dartmouth College in New Hampshire leidde Weston zijn eerste band en in zijn korte tijd aan Columbia University was hij actief in het dansorkest van de universiteit. Nadat hij in januari 1934 ernstig gewond raakte bij een treinongeluk, ging hij zich tijdens zijn herstel toeleggen op het arrangeren. Later dat jaar verkocht hij een arrangement aan Joe Haymes die met zijn orkest in een hotel speelde en de bandleider was zo tevreden, dat hij Weston vroeg meer voor hem te doen. Zijn werk werd gehoord door de zanger en bandleider Rudy Vallee, die Weston vervolgens een baan als arrangeur aanbood bij zijn radioprogramma op NBC, "The Fleischmann's Yeast Hour". Ook schreef hij in die tijd arrangementen voor Phil Harris. 
In 1936 werd Weston chef-arrangeur voor de nieuwe band van Tommy Dorsey, gevormd uit de resten van Joe Haymes' orkest. Voor Dorsey was Weston actief tot 1940. Hij deed ook freelance-werk voor het orkest van Bob Crosby. Toen de band van Crosby ingehuurd werd om de muziek te verzorgen voor broer Bing Crosby's film "Holiday Inn" kwam Weston in Hollywood terecht. Hij veranderde zijn naam van Wetstein in Weston en werkte voor Bing Crosby, maar ook voor bijvoorbeeld Bob Hope en Betty Hutton. Films waarbij hij als musical director betrokken was, waren "Belle of the Yukon" (1944) en "Road to Utopia" (1945).

## Capitol Records en Columbia Records
In 1942 leerde Weston Johnny Mercer kennen, die dat jaar met onder meer Buddy DeSilva een nieuwe platenmaatschappij oprichtte, Capitol Records. Mercer vroeg Weston om voor Capitol te werken, maar het label werd al snel getroffen door de Recording Ban die op 1 augustus dat jaar begon en tot 1944 duurde: muzikanten die lid waren van de vakbond van musici namen niet langer deel aan plaatopnames. Het nieuwe label had geen opnames in voorraad om uit te brengen en zocht naar andere mogelijkheden. In juni 1943 begon Mercer daarom een nieuw radioprogramma voor Capitol-artiesten, waarvan hij en Capitol-zangeres Jo Stafford de hosts waren. Paul Weston en een orkest verzorgden de muziek. In oktober 1943 werd de Recording Ban voor Capitol opgeheven, waarna Weston hier de muzikale leiding kreeg. Voor het label maakte Weston ook plaatopnames met een orkest, zoals het album "Music for Dreaming", een plaat uit 1945 die de geboorte betekende van het stemmingsmuziek-genre. Hiernaast werkte hij als orkestleider bij verschillende radioprogramma's, waaronder "The Chesterfield Supper Club", dat Stafford regelmatig presenteerde. In 1950 aanvaardde Weston een aanbod om bij Columbia Records te komen werken en in diezelfde tijd maakte ook Jo Stafford de overstap naar deze maatschappij. Weston trouwde met Stafford, die hij in 1938 had leren kennen, in februari 1952. Het stel kreeg twee kinderen.

## Jonathan and Darlene Edwards
Bij Columbia Records schreef hij arrangementen en begeleidde hij zijn vrouw, maar ook bijvoorbeeld Doris Day, bij plaatopnames. Daarnaast nam hij verschillende 'stemmingsalbums' op. Met Jo Stafford nam hij tevens een serie komische albums op onder de naam Jonathan and Darlene Edwards. Deze platen waren een parodie op een slechte nachtclubact: een verschrikkelijk slechte pianist speelt uit de maat en de zangeres zingt off-key. Nadat het weekblad Time had onthuld wie de twee werkelijk waren, verscheen het duo in enkele tv-programma's. Het laatste album in deze serie albums verscheen in 1982, Darlene Remembers Duke, Jonathan Plays Fats, een komische interpretatie van muziek van Duke Ellington en Fats Waller.
Weston was ook actief voor andere platenlabels. Zo arrangeerde en dirigeerde hij de muziek voor Ella Fitzgerald's "Sings the Irving Berlin Songbook" (1958).

## Televisie en Grammy's
In 1957 werd Weston musical director bij NBC-tv, een functie die hij vijf jaar had. Als musical director was hij actief voor verschillende tv-programma's, ook van andere omroepen, zoals The Danny Kaye Show en The Jonathan Winters Show. Rond 1957 werd hij tevens de eerste president van de National Academy of Recording Arts and Sciences, een organisatie die net was opgericht om een prijs in het leven te roepen voor platenartiesten: dit werd uiteindelijk de Grammy. In 1960 won hij met zijn vrouw zelf een Grammy in de categorie 'Best Comedy Album', voor een Jonathan and Darlene Edwards-plaat. In 1971 werd Weston opnieuw geëerd, nu met eenTrustees' Award Grammy'.
Weston schreef verschillende bekende songs. Zo schreef hij samen met Sammy Cahn en Axel Stordahl "I Should Care" en "Day by Day", wat twee grote hits voor Frank Sinatra waren. Tevens componeerde hij klassieke en religieuze muziek, zoals de vaak opgevoerde Crescent City Suite.

## Latere jaren
In de jaren zeventig gingen Paul Weston en Jo Stafford met pensioen. Ze gingen zich inzetten voor gehandicapten en begonnen een platenlabel, Corinthian Records. Dit label werd opgericht voor het uitbrengen van religieuze muziek. In de jaren negentig bracht Corinthian Records muziek van het duo op cd uit.